# گروه کاری

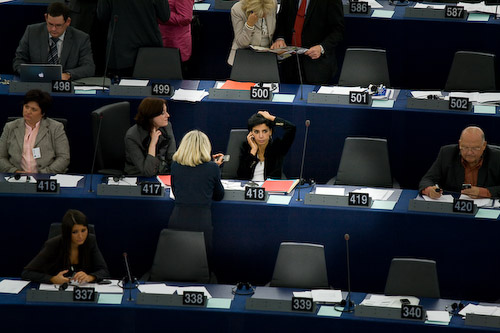
یک گروه کاری در پارلمان اروپا

گروه کاری یا کار‌گروه (انگلیسی: Working group) به کارگروهی از متخصصین اطلاق می‌شود، که برای دستیابی به اهدافی مشخص، با یکدیگر همکاری می‌کنند. این گروه‌ها اغلب بر مباحث یا فعالیت‌های پیرامون موضوعی خاص، متمرکز می‌باشند. اصطلاح گروه کاری گاهی برای اشاره به کارگروهی از محققان که مشغول فعالیت بر روی مباحث جدید یا همکاری میان‌رشته‌ای می‌باشند نیز استفاده می‌شود.
طول عمر یک گروه کاری می‌تواند از چند ماه تا چند سال ادامه داشته باشد و گروه‌های کاری اغلب با رسیدن به اهداف تعیین شده، وارد فاز خاتمه و انحلال گروه خواهند شد. عملکرد گروه‌های کاری از نتایج فردی تک‌تک اعضای آن و در نهایت نتایج جمعی گروه، شکل می‌گیرد. در سازمان‌های بزرگ، اغلب گروه‌های کاری مختلفی وجود دارند، که تمرکز آنها بر اهداف، عملکرد و مسئولیت‌های فردی اعضاء معطوف می‌باشد. نمونه‌هایی از اهداف تشکیل گروه‌های کاری شامل: انجام تحقیق و پژوهش، بهبود مستمر، ایجاد یک سند اطلاعاتی، رفع مشکلات مربوط به یک سیستم و تعریف یک استاندارد، می‌باشد. از گروه‌های کاری فعال می‌توان به: کارگروه مهندسی اینترنت، گروه‌های کاری سازمان بین‌المللی استانداردسازی، کارگروه‌های کنسرسیوم وب جهان‌گستر، آیوپاک و اتحادیه بین‌المللی اخترشناسی، اشاره کرد.